# Basantpur (Bara)
Basantpur (nep. बसन्तपुर) – gaun wikas samiti w środkowej części Nepalu w strefie Narajani w dystrykcie Bara. Według nepalskiego spisu powszechnego z 2001 roku liczył on 850 gospodarstw domowych i 5867 mieszkańców (2840 kobiet i 3027 mężczyzn).